# Учан-Агиль
Учан-Агиль (азерб. Uçan ağıl) — археологический памятник в Нахичеванской Автономной Республике, к северу от села Сираб Бабекского района.

## Исследования
Учан-Агиль изучался в 2015—2017 годах в рамках международной азербайджано-французской археологической экспедиции под руководством Вали Бахшалиева и Кэтрин Марро. Поверхностные материалы среды обитания Учан-Агиль включают окрашенную посуду и керамику с добавками соломы. Среди находок — керамические изделия, относящиеся к Куро-аракская культура. Из Дуздага известен ряд инструментов, похожих на каменные топоры. Раскопки проводились в трех местах. Размер первой области был 5х5 м, второй области был 5х5 м, а третья область была 5х10 м. Раскопки показывают, что культурный слой составляет от 0,20-1,20 см, в зависимости от рельефа. Осмотр среды обитания Учан-Агиль выявил красные керамические узоры с соломенными добавками, а также фрагменты расписанных блюд.